# Mesochorus asymmetricus
Mesochorus asymmetricus là một loài tò vò trong họ Ichneumonidae.